# Eduard Strauß
Eduard Strauß (psáno též Strauss, zvaný Edi, 15. března 1835, Leopoldstadt (nyní Vídeň) – 28. prosince 1916, Vídeň) byl rakouský dirigent a skladatel. Také jeho otec, Johann Strauss byl skladatel, stejně i starší bratři Johann a Josef. Skládal taneční hudbu, hlavně valčíky a polky.

## Život

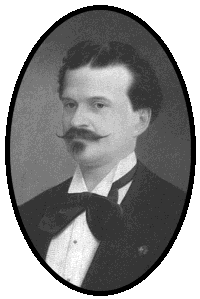
Eduard Strauss na fotografii

Mladý Eduard chtěl být původně diplomatem, kvůli čemuž pilně studoval, pod vlivem rodiny se však dostal k hudbě. Naučil se hrát na housle i na harfu. Od roku 1859 začal dirigovat rodinný orchestr. Vykonal s ním mnoho cest do zahraničí, hlavně do německých zemí, ale i Anglie a USA a Vídeňáci mu neříkali jinak, než "krásný Edi".
V roce 1872 se stal ředitelem dvorní plesové hudby (k. k. Hoffbalmusikdirektor). Když naplánoval druhou cestu do USA, jeho orchestr se proti tomu vzbouřil, načež ho Eduard rozpustil a stáhl se do ústraní. Bývalí hudebníci orchestru však získali nového dirigenta, kterým se stal Karl Michael Ziehrer a přijali jméno Bývalá Straussova kapela. Eduard se pokusil tento název soudně napadnout, avšak neuspěl.
V roce 1906 se rozčarován z toho, že se jeho syn chce také věnovat hudbě, rozhodl spálit celý rodinný notový archiv, aby se synovi nedostal do rukou. Syn pak odjel do Ameriky a po návratu spolu s bratry utratili skoro všechen otcův majetek. V Americe utrpěl na železnici úraz a dostával potom od dráhy roční rentu. Většina skladeb se zachovala v tištěné formě a opisech.

## Smrt a odkaz
Zemřel v roce 1916 na infarkt. Byl pohřben na vídeňském Ústředním hřbitově (Wiener Zentralfriedhof) v čestném hrobě (skupina 32 A, číslo 42). 26. září 1991 byla odhalena pamětní deska na jeho bývalém domě v ulici Reichsratsstraße 9, Wien-Innere Stadt .
Eduard Strauss složil přibližně 300 skladeb, nebyl však tolik talentovaný jako jeho bratři. Mezi jeho nejznámější díla patří Freie Bahn op. 45, Doktrinen op. 79, nebo Schneeflocken op. 157.
Jeho nejstarší syn Johann Strauss se stal také skladatelem.